# Lundbaldakinspindel
Lundbaldakinspindel (Linyphia hortensis) är en spindelart som beskrevs av Carl Jakob Sundevall 1830. Lundbaldakinspindel ingår i släktet Linyphia och familjen täckvävarspindlar. Arten är reproducerande i Sverige. Inga underarter finns listade i Catalogue of Life.